# Sohini Ray
Sohini Ray (geboren 25. August 1966 in Kalkutta, Indien) ist eine klassische Manipuri-Tänzerin, Tanzforscherin, Choreografin und Anthropologin aus Indien, die in Los Angeles, Vereinigte Staaten lebt.

## Jugend
Sohini Ray stammt aus einer musikliebenden Familie. Ihr Vater, ein Arzt, spielte Sitar und ihre Mutter Klavier. Ray lernte seit ihrem siebten Lebensjahr Manipuri-Tanz in der Tanzschule Manipuri Nartanalaya in Kalkutta bei Guru Bipin Singh, Darshana Jhaveri und Kalavati Devi. Sie hatte ihre Initiationszeremonie bei Guru Bipin Singh im Alter von elf Jahren und begann ab ihrem 14. Lebensjahr professionell zu tanzen. Sie war mit 14 auch Forschungsassistentin bei Guru Bipin Singh und erlangte 1982 ein Nationalstipendium für Manipuri vom indischen Ministerium für Kultur. Gleichzeitig lernte sie an der Modern Highshool for Girls in Kalkutta, wo sie auch unterrichtete.

## Wissenschaftliche Karriere
Ray studierte von 1985 bis 1990 an der University of Calcutta erlangte 1988 ihren Bachelor und 1990 ihren Master in Anthropologie. 1993 bis 2000 studierte an der University of California, Los Angeles und erhielt dort ihren Master und ihren Ph.D. in Tanz und Anthropologie. Sie war 2000 bis 2001 Fellow am Center for the Study of World Religions, Harvard Divinity School und Fakultätsfellow am Humanities Research Institute, University of California, Irvine. Ray unterrichtete an der University of California, Irvine, der University of California, Santa Barbara und am Santa Monica College und schrieb viele Veröffentlichungen.

## Tanzkarriere
Sohini Ray ist Gründerin und künstlerische Leiterin von Manipuri Dance Visions – Institute of Manipuri Dance in southern California. Sie ist in vielen Produktionen klassischen Manipuris aufgetreten und war Choreografin und Regisseurin, zum Beispiel Harao-kummei: joyful celebrations in Manipuri dance, Gita-Govinda, Krishna-Ningshingba. Ray tourte im Sommer 2009 durch England, Polen und Deutschland. Weitere Tourneen führten durch Nordamerika und Indien.

## Akademische Auszeichnungen und Errungenschaften
- Jubilee prize, University of Calcutta, India, 1988
- National Scholarship, University of Calcutta, India, 1988
- University gold medal, University of Calcutta, India, 2011
- JB Donne Prize in anthropology of art, Royal Anthropological Institute, 2009[10]

## Tanzauszeichnungen und Errungenschaften
- Nationalstipendium der indischen Regierung 1982–1986
- Erster Preis in Manipuri, Sangeetotsav, 1988
- Shringar-Mani Award, Kal-ke-kalakaar Sangeet Sammelan, Mumbai, 1988
- Naratan Acharya, Manipuri Nartanalaya, Kolkata, 1999.
- Elaine Weissman Los Angeles Treasures Award, California Traditional Music Society, 2007[11]
- Nominierung, Lestor Horton Award, 2007
- Gewinnerin, Lestor Horton Award, 2008[12]
- Nominierung, Lestor Horton award, 2010.